# William Bouguereau
Adolphe Williams Bouguereau (La Rochelle, 30 november 1825 – aldaar, 19 augustus 1905) was een Frans academisch schilder. Hij is vooral bekend als William Bouguereau, de naam waarmee hij zijn werken signeerde.
Bouguereau wordt beschouwd als een van de belangrijkste vertegenwoordigers van de Franse academische kunst, net zoals onder meer Thomas Couture en Alexandre Cabanel. Hij vond heel wat inspiratie in de Griekse mythologie (allegorische onderwerpen, idyllische landelijke voorstellingen). Op andere doeken namen familiale taferelen en de kindertijd een centrale plaats in. De vrouw werd echter zijn meest geliefde thema. Met zijn academische naakten behaalde hij het meest succes, maar hij werd omwille van die werken ook bekritiseerd.
Bouguereau studeerde aan de Académie Julian te Parijs. Zijn realistische genre-schilderingen en schilderijen over mythologische thema's werden gedurende zijn hele actieve leven tentoongesteld op de jaarlijkse tentoonstellingen van de Parijse salon.
In zijn eigen tijd werd Bouguereau algemeen beschouwd als een van de grootste schilders en zijn werken werden gretig gekocht door onder meer Amerikaanse miljonairs, doorgaans tegen hoge prijzen. Met name de kunsthandelaar Paul Durand-Ruel nam vanaf 1866 de carrière van Bouguereau in handen en speelde zo een belangrijke rol in de verspreiding van Bouguereau's doeken in privé-collecties en in musea in de Verenigde Staten. In 1877 heeft Bouguereau de dood van zijn vrouw en van zijn twee kinderen te verwerken. Vanaf dat jaar krijgt zijn schilderkunst een religieuze inslag en verlaat hij voorgoed de antieke thema's van zijn begintijd.
Met de opkomst van het realisme en het impressionisme geraakte zijn werk meer en meer in diskrediet. Doordat hij perfect in de academische traditie van naturalistische genre-stukken werkte, werd zijn werk door velen verguisd als 'niet van deze tijd'. Daarnaast begon men ten tijde van het impressionisme andere ideeën over het verbeelden van de realiteit te ontwikkelen zodat zijn poussinistische stijl niet meer bij de vluchtige, schetsmatige verbeelding paste die de impressionisten hanteerden. Ook na zijn dood bleef zijn schilderkunst nog lange tijd veronachtzaamd. Zijn hardnekkig verzet tegen de impressionisten, als jurylid van de officiële Parijse salon, was daar zeker niet vreemd aan. Tientallen jaren lang werd zijn naam niet eens in encyclopedieën vermeld.
De laatste 20 jaar is er weer waardering voor zijn werk gekomen. Tegenwoordig zijn er heel wat mensen die Bouguereau beschouwen als een van de grootste schilders uit de 19e eeuw. Het Art Renewal Center zet zich heel energiek in voor zijn 'rehabilitatie'.
Op gevorderde leeftijd trouwde Bouguereau voor de tweede maal, en wel met een leerlinge, de schilderes Elizabeth Jane Gardner. Hij wendde ook zijn invloed aan om een groot aantal Franse instellingen van kunstzinnige aard, waaronder de Académie Française, open te stellen voor vrouwen. In 1890 werd hij verkozen lid van de Academie Royale Belge, klasse van Schone Kunsten.
Een van zijn bekendste werken is De geboorte van Venus dat in het Museé d'Orsay van Parijs hangt (uiteraard niet te verwarren met het beroemde gelijknamige schilderij van Sandro Botticelli in de Uffizi in Florence).
Alexandre Jacques Chantron was een leerling van hem.

## Werken in openbaar bezit in de Benelux
- De heilige vrouwen bij het graf, 1890, olieverf op doek, 259 x 161 cm, Koninklijk Museum voor Schone Kunsten Antwerpen. Nadat het schilderij reeds tentoongesteld was op het Parijse Salon in 1890 en op de Antwerpse wereldtentoonstelling in 1894, koopt de Koninklijke Academie voor Schone Kunsten van Antwerpen het schilderij in datzelfde jaar van de kunstenaar, voor haar Museum van de Academiekers voor de som van 23.500 frank (20 jaarlonen van een arbeider) [2]
- Zelfportret, 1895, olieverf op doek, 63.5 x 97.5 cm, Koninklijk Museum voor Schone Kunsten Antwerpen.
- Baadster, 1864, olieverf op doek, 103.6 x 166.5 cm, Museum voor Schone Kunsten (Gent).
- Twee kleinere werken (o.a. Binnenhuis uit 1871) van Bouguereau zijn te vinden in het Huis Willet-Holthuysen in Amsterdam.
- Jonge moeder in dracht der Campagna met kindje en geit, 1866, olieverf op doek, 366 × 544 cm, Amsterdam Museum.
- La fleur d'aubépine (ook Het jonge meisje genoemd), 1868, 46 x 55 cm, olieverf op doek, Villa Vauban in Luxemburg.

## Galerij

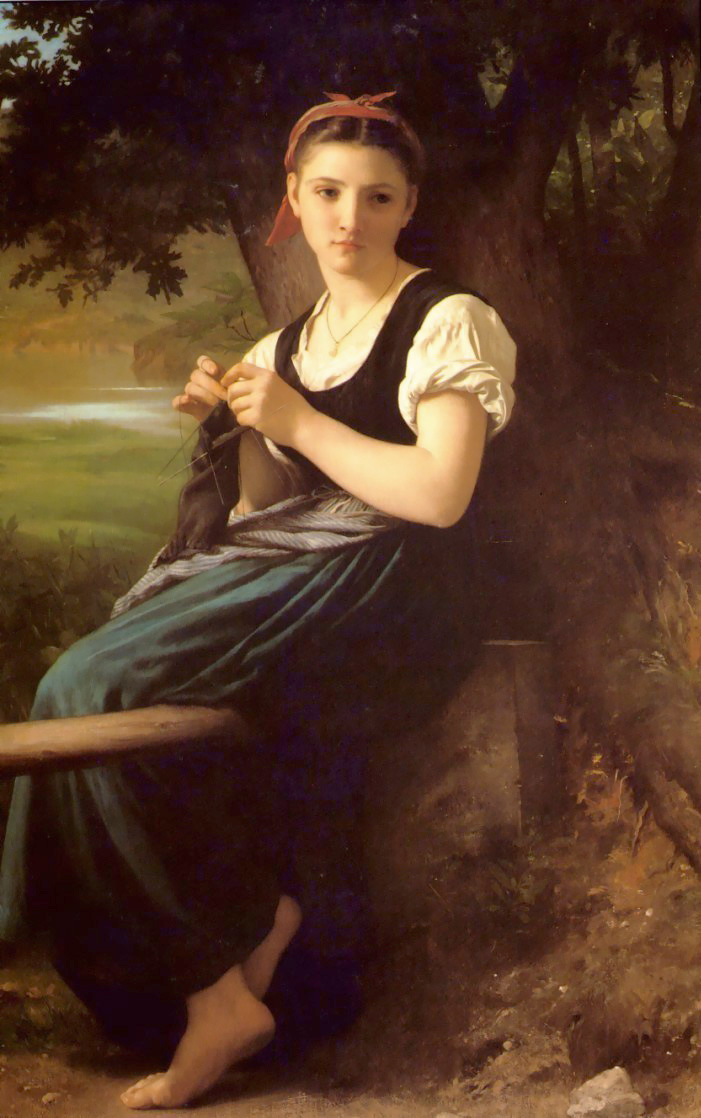
Breiende vrouw, 1869, Joslyn Art Museum, Omaha
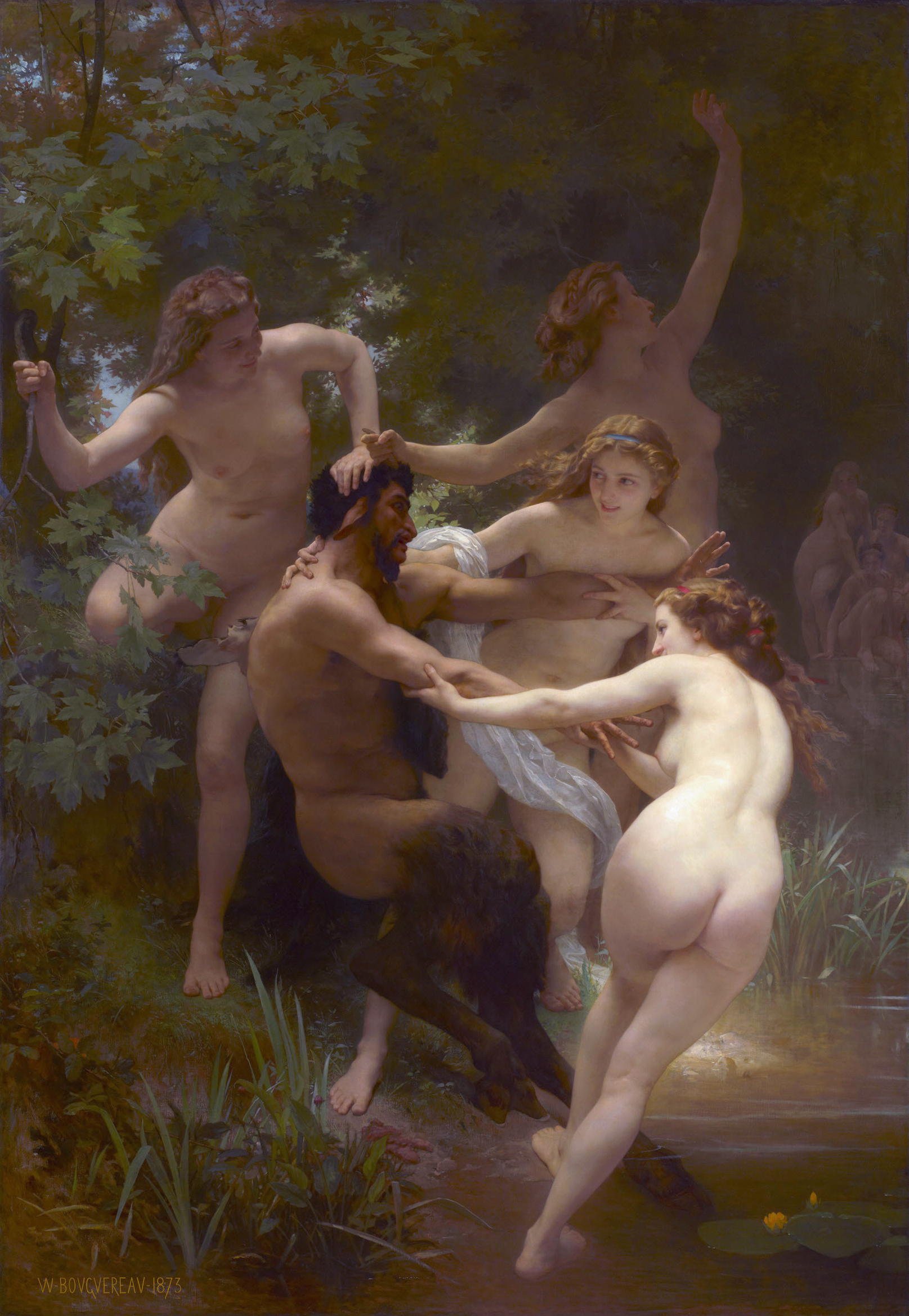
Nimfen en een sater, 1873, Clark Art Institute, Williamstown
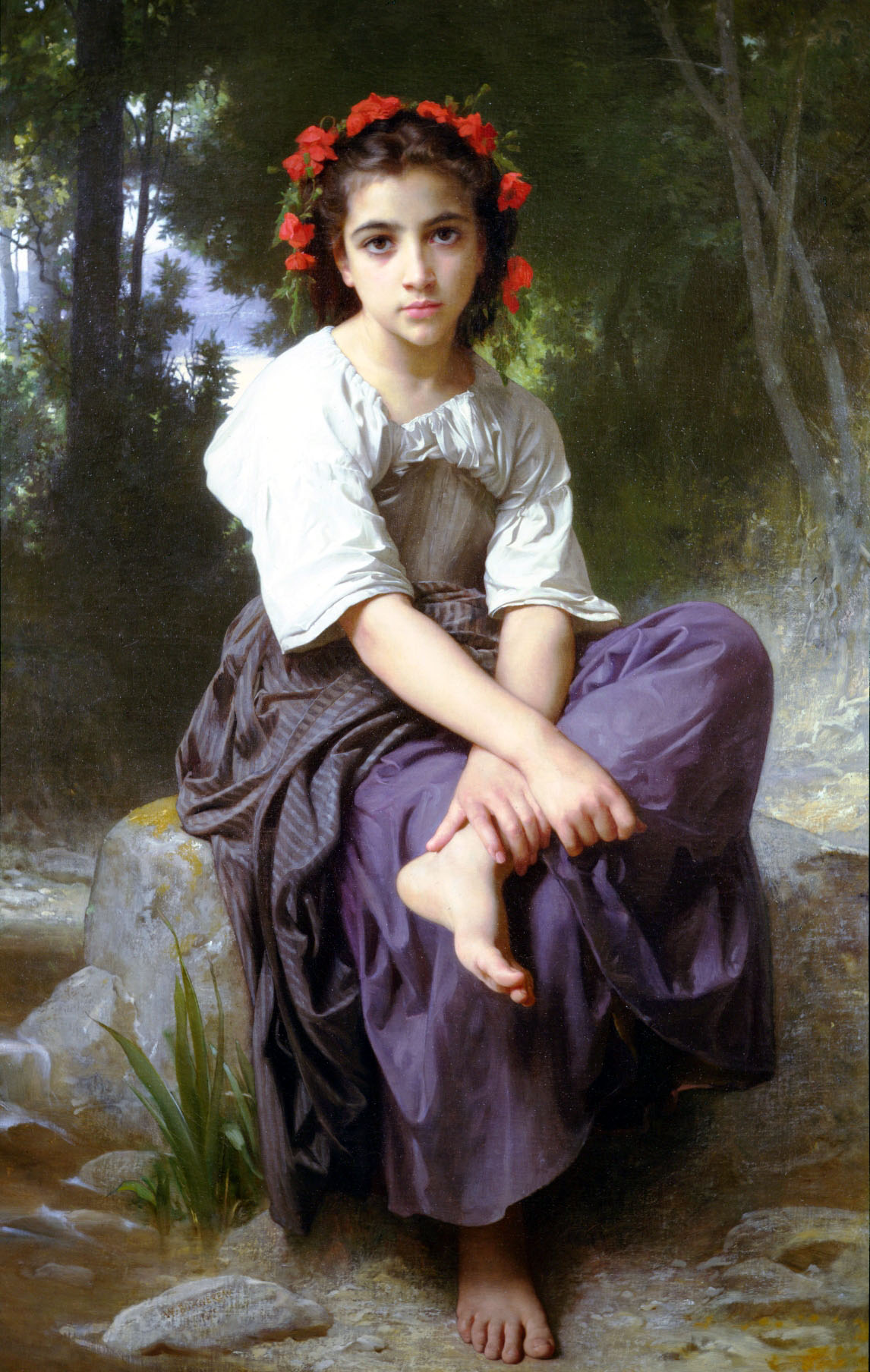
Aan de oever van de beek, 1875
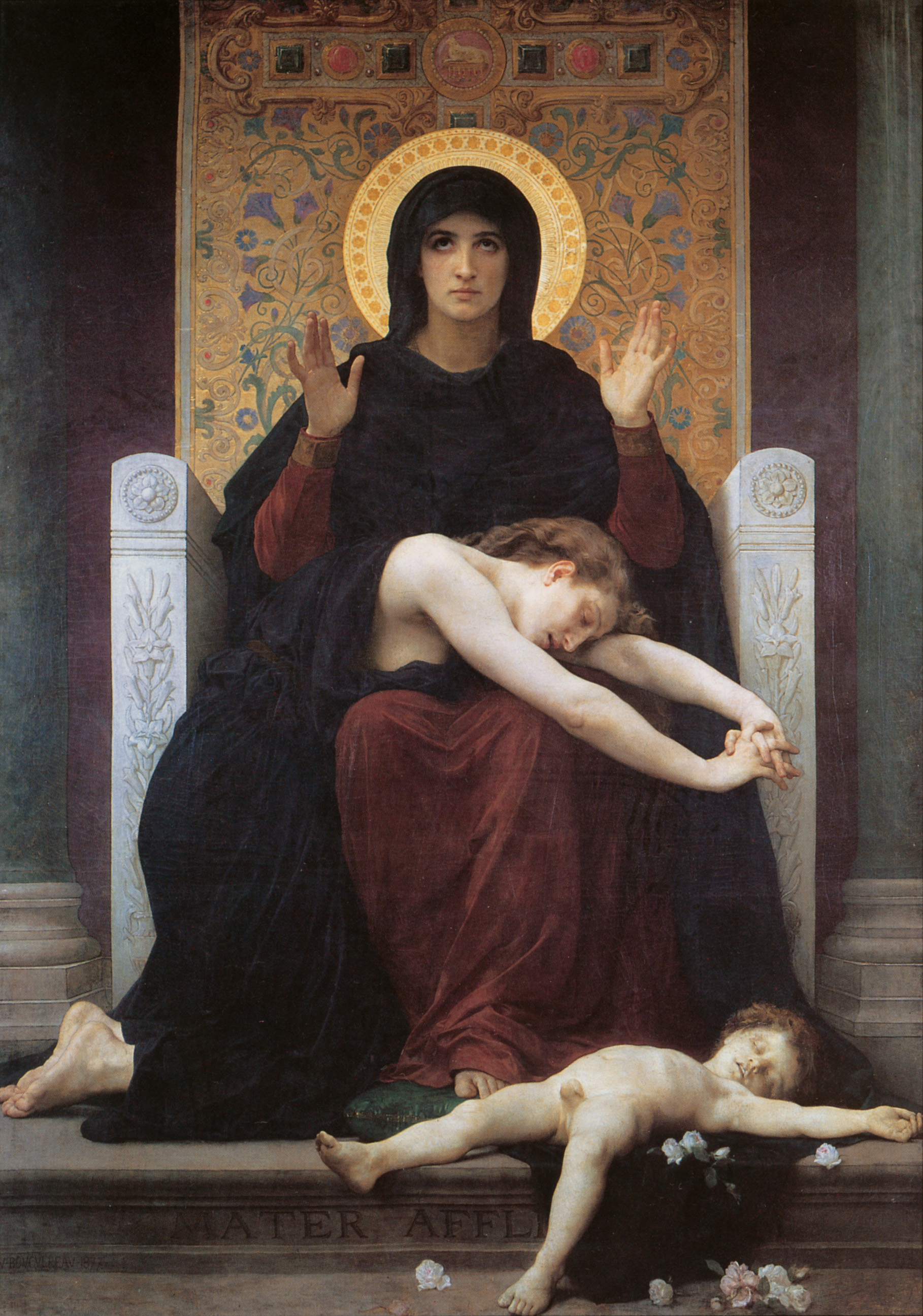
Maria, troosteres van de bedroefden, 1875, Musée des Beaux-Arts, Straatsburg
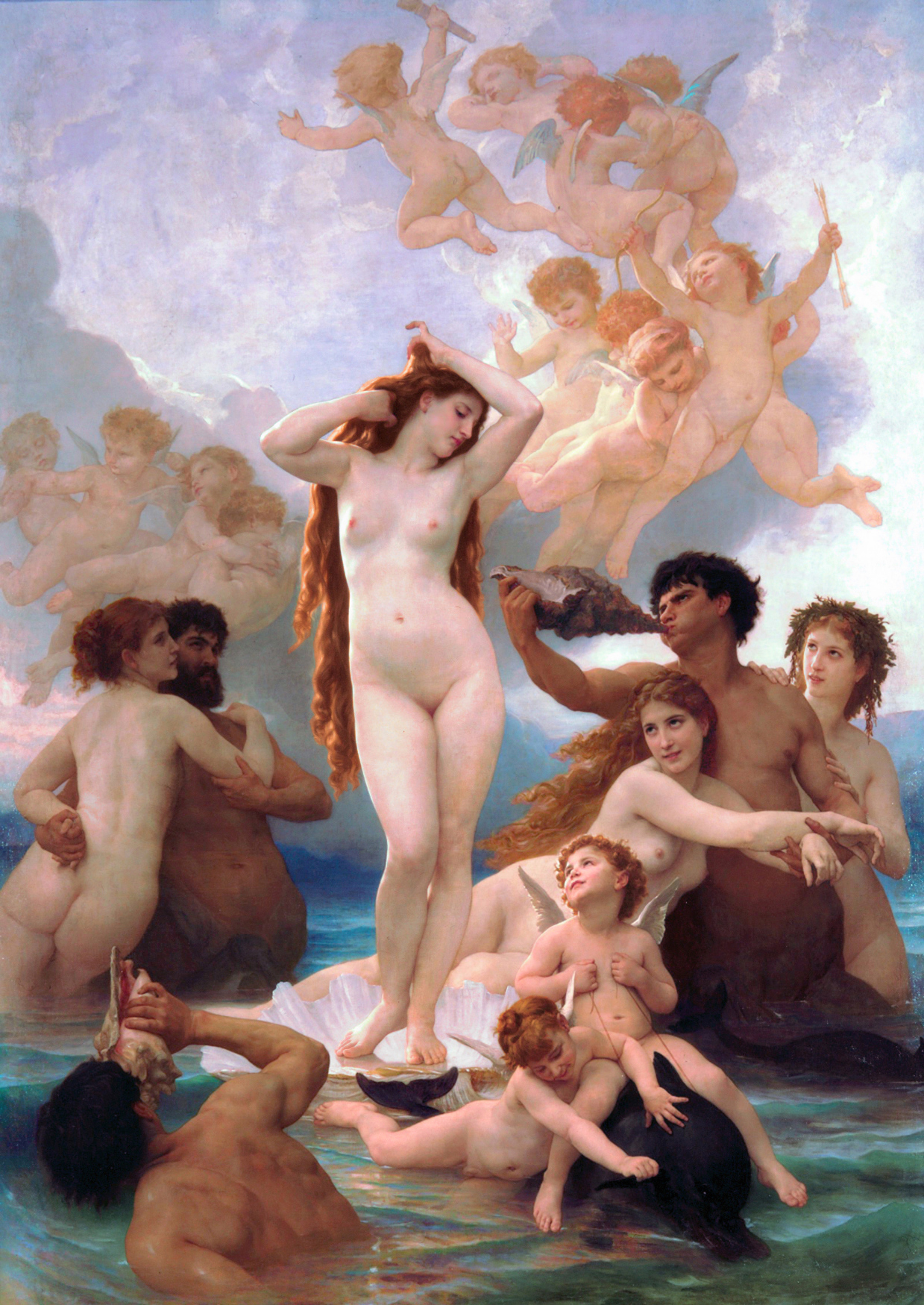
De geboorte van Venus, 1879, Musée d'Orsay, Parijs
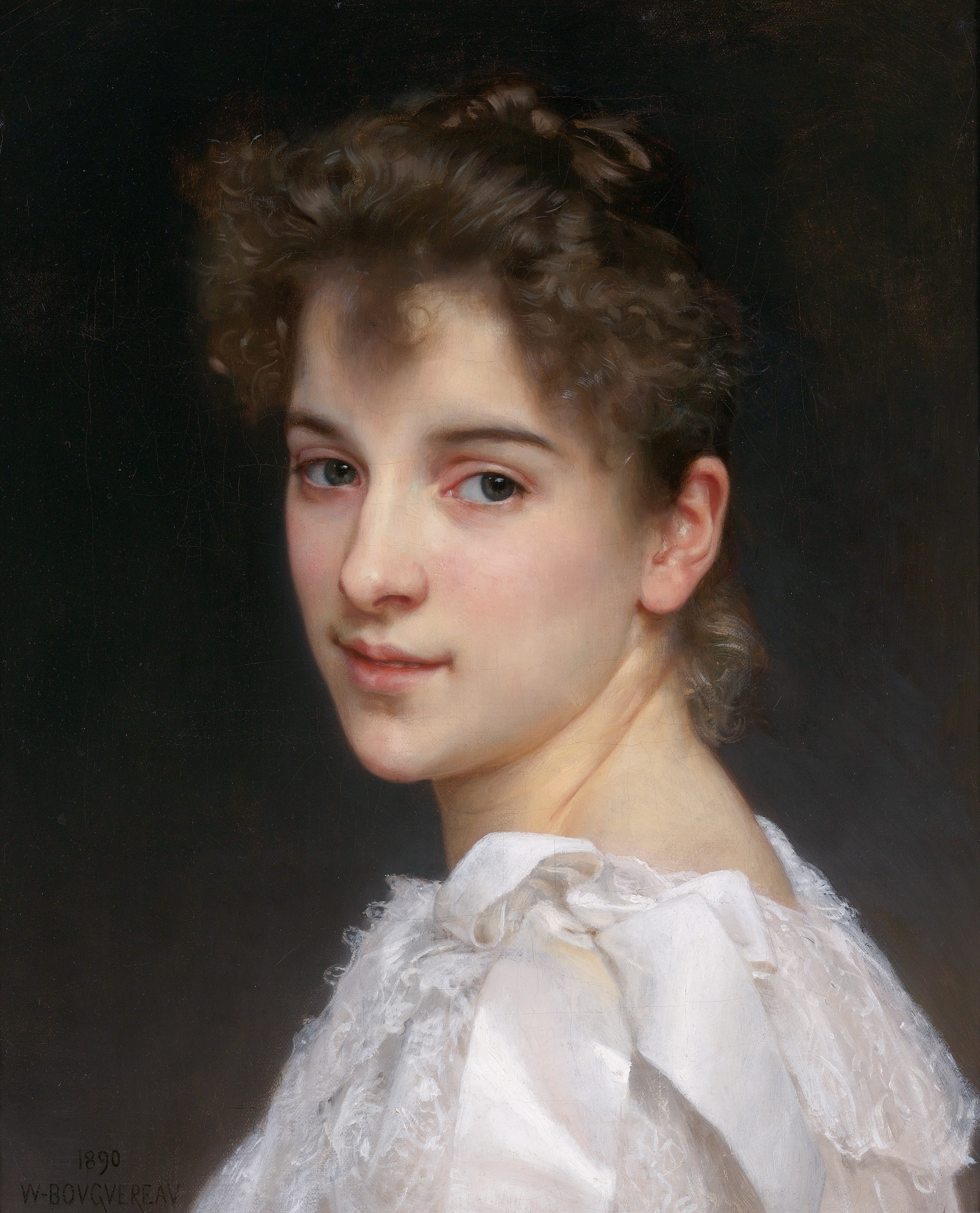
Gabrielle, dochter van Pierre Auguste Cot, 1890
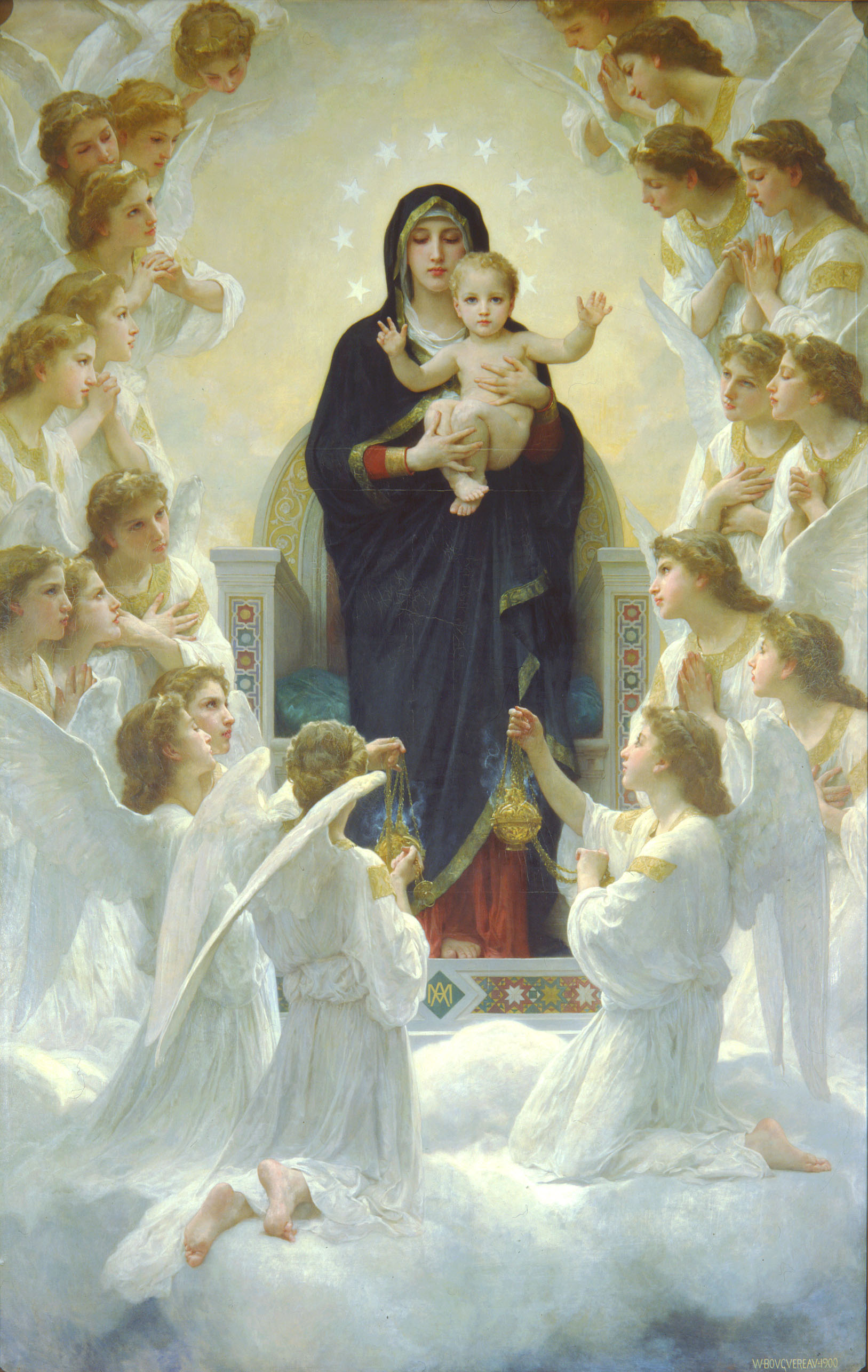
De maagd met engelen, 1900, Petit Palais, Parijs